# El Poblet
El Poblet és un palauet declarat bé d'interès cultural que està localitzat a la ciutat de Petrer. El seu valor històric resideix que a principis de 1939, durant la Guerra Civil Espanyola, es va convertir en l'última residència secreta del President de la República d'Espanya (Posició Yuste), Juan Negrín.

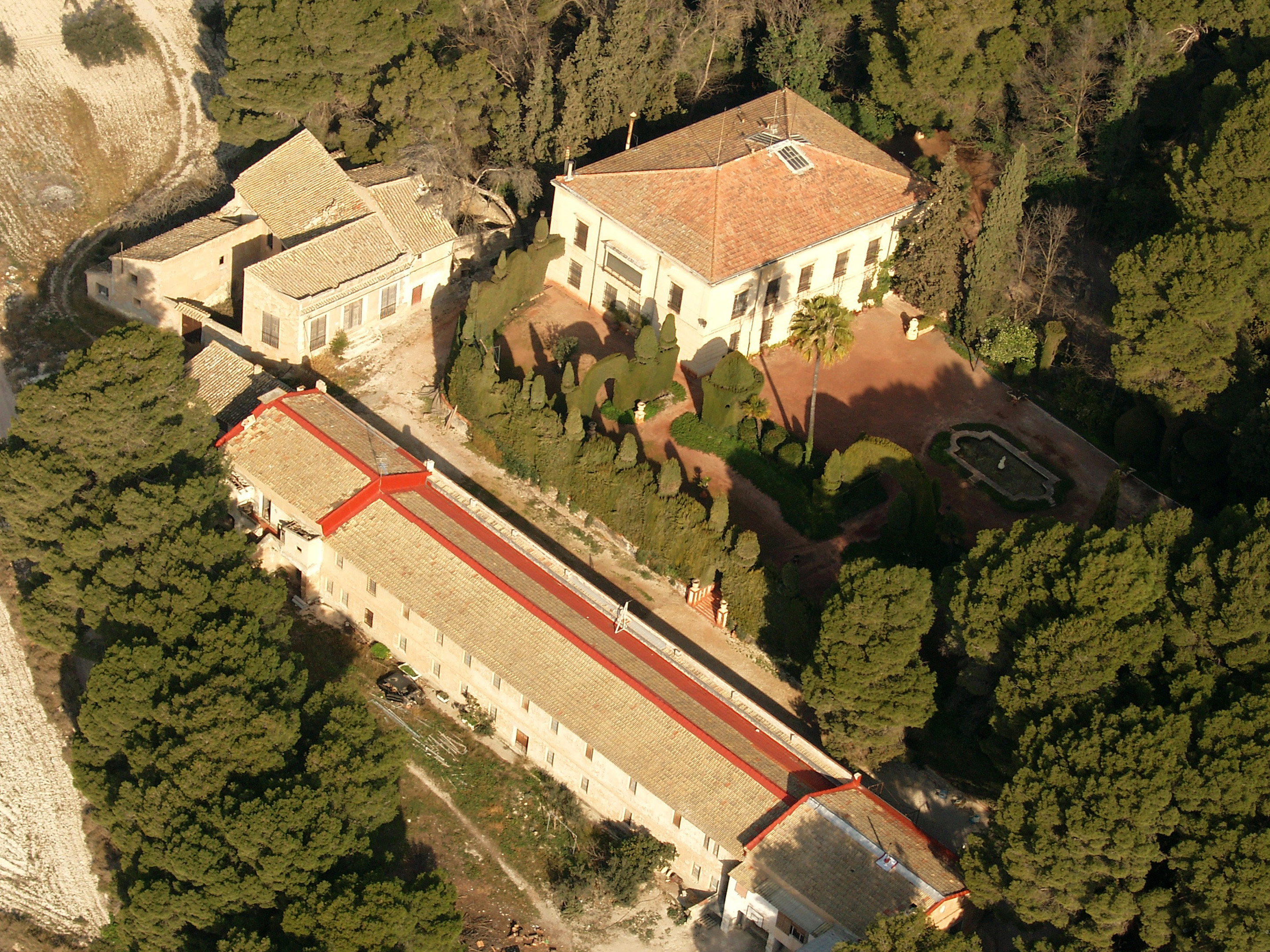
Vista aèria del Poblet

## Actual museu
Des que va ser nomenat Bé d'interès cultural el febrer de 2019, l'Ajuntament de Petrer pretén convertir-lo en un museu perquè qualsevol visitant pugui conèixer les diferents sales del palauet i els seus jardins en els quals destaca una peculiar font de estil barroc.
A més hi ha un projecte per a condicionar gran part de les estades interiors perquè llueixi com ho va estar en el passat, ja que quant a l'exterior els seus jardins segueixen igual que ho van estar i també la plaça principal de recepció.